# Spelta
Spelta, krupnik, krupnica ili pir je vrsta pšenice koja se uzgaja od 5000. godine pre nove ere.
Od bronzanog doba pa sve do srednjeg veka predstavljala je važnu životnu namirnicu u mnogim delovima Evrope. Danas je to reliktna vrsta koja se uglavnom uzgaja u centralnoj Evropi i severnoj Španiji. Često se smatra podvrstom obične pšenice (Triticum aestivum) s kojom je u bliskom srodstvu, i u tom slučaju njeno botaničko ime bilo bi Triticum aestivum subsp. spelta. Heksaploidna je pšenica, što znači da ima šest setova hromozoma. 

## Evolucija
Spelta ima složenu istoriju. To je vrsta pšenice poznata na osnovu genetskih dokaza da je nastala kao prirodni hibrid domaće tetraploidne pšenice kao što je pšenica emer i divlja kozja trava Aegilops tauschii. Ova hibridizacija se morala desiti na Bliskom istoku, jer tu raste Aegilops tauschii, i verovatno se desila pre pojave obične ili hlebne pšenice (Triticum aestivum, heksaploidni, slobodnomlaćeni derivat spelte) u arheološkom zapisu pre oko 8.000 godina.
Genetski dokazi pokazuju da pšenica spelta takođe može nastati kao rezultat hibridizacije hlebne pšenice i emer pšenice, iako samo u nekom trenutku nakon početne hibridizacije Aegilops - tetraploidne pšenice. Mnogo kasnija pojava spelte u Evropi bi stoga mogla biti rezultat kasnije, druge, hibridizacije između emera i hlebnog žita. Nedavni DNK dokazi podržavaju nezavisno poreklo evropskog spelta kroz ovu hibridizaciju.ation. Trenutno nije razjašnjeno da li spelt ima dva odvojena porekla u Aziji i Evropi ili jedno poreklo na Bliskom istoku.

## Istorija
Istorija spelte je dosta kompleksna. Genetski dokazi ukazuju na to da se radi o hibridu tetraploidnih pšenica. Ova hibridizacija se najverovatnije desila na Bliskom istoku, i to pre pojave obične ili hlebne pšenice (Triticum aestivum). 
Prema grčkoj mitologiji, speltu je Grcima poklonila boginja Demetra. Najraniji arheološki nalazi o spelti potiču iz Južnog Kavkaza, severoistočno od Crnog mora (5. milenijum pre nove ere), mada su najbrojniji i najbolje dokumentovani nalazi zabeleženi u Evropi. Ostaci spelte pronađeni su na nekim neolitskim lokalitetima u centralnoj Evropi (2500–1700. p. n. e.). Tokom bronzanog doba spelta je bila široko rasprostranjena u centralnoj Evropi. U gvozdenom dobu (750–15. p. n. e.) postaje glavna vrsta pšenice u južnoj Nemačkoj i Švajcarskoj. 
U srednjem veku je uzgajana u delovima Švajcarske, Tirola, Nemačke, severne Francuske i južne Holandije. U 9. veku pre n. e. postaje glavni usev u Evropi, verovatno zbog svoje ljuske koja štiti zrno, zbog čega se bolje prilagođava hladnijoj klimi od ostalih žitarica, a samim tim je i pogodnija za skladištenje. 
U Srbiji počinje da se uzgaja početkom prošlog veka, prvenstveno u brdsko-planinskim područjima.

## Nutritivna vrednost
Sadrži 338 kalorija na 100 grama. Odličan je izvor proteina, dijetetskih vlakana, B vitamina i brojnih minerala. Jako je bogata manganom (143% DV), fosforom (57% DV) i niacinom (46% DV). Sadržaj ugljenih hidrata je oko 70%, dijetetskih vlakana 11%, dok je procenat masti nizak.
Spelta sadrži gluten te se pogodna za pečenje, ali se ne preporučuje osobama koje su intolerantne na gluten, kao što su celijačna bolest, necelijačna senzitivnost na gluten, i alergija na pšenicu. U poređenju sa tvrdom crvenom ozimom pšenicom, spelta ima rastvorljiviji proteinski matriks koji karakteriše veći odnos glijadin:glutenin.

## Produkti
U Nemačkoj i Austriji, vekne i rolnice (Dinkelbrot) su široko dostupne u pekarama, kao i brašno od spelte u supermarketima. Nezrela zrna spelte se suše i jedu kao Grinkern („zeleno zrno“). U Poljskoj, hleb od spelte i brašno su obično dostupni kao zdrava hrana i lako se nalaze u pekarama.
Holandski proizvođači dženevera destiliraju speltu. Pivo koje se pravi od spelte ponekad se viđa u Bavarskoj i Belgiji, a spelta se destiluje za pravljenje votke u Poljskoj.

## Spoljašnje veze
- Molnar I. Krupnik (Triticum spelta) – žitarica budućnosti
- Recipe: 2000-year-old bread from Pompeii with Spelt Архивирано на веб-сајту  (30. децембар 2015)